# 榛南広域農道
榛南広域農道（はいなんこういきのうどう）は、静岡県榛原郡吉田町と同県牧之原市を結ぶ広域農道（広域営農団地農道）。

## 概要
- 距離 : 12.105km
- 起点 : 吉田町神戸（静岡県道230号住吉金谷線交点）
- 終点 : 牧之原市女神（国道473号交点）
- 車線数 : 2車線

沿道に工場が立地するため一般車両やトラックの通行も多く、朝夕には国道150号の迂回路としても用いられている。ただし、あくまでも農道であることから、「農耕車の出入注意」といった看板が出ている地域もある。

## 沿革
- 1982年 - 着工
- 1998年7月 - 薬師トンネル開通
- 2003年 - 榛原町（当時）坂部前玉地区供用開始
- 2006年2月28日 - 牧之原市勝俣-白井間供用開始（牧之原市内全線開通）
- 2012年3月30日 - 吉田町神戸-牧之原市坂部間供用開始（全線開通）[2]

## 接続する道路
- 静岡県道230号住吉金谷線
- 静岡県道79号吉田大東線
- 静岡県道73号細江金谷線
- 静岡県道233号榛原金谷線
- 静岡県道235号菊川榛原線
- 国道473号

## 周辺の施設
- 東名高速道路
- 小糸製作所榛原工場
- 榛原総合運動公園
- 白井工業団地
- スズキ相良工場